# Mad Monster Party?
Mad Monster Party (Brasil A Festa do Monstro Maluco) é um filme "estadunidense" de 1967, dirigido por Jules Bass. O filme utiliza a técnica de stop-motion.

## Sinopse
O Doutor Frankenstein decide se aposentar, mas antes precisa escolher um sucessor de confiança para revelar a ele seus segredos mais obscuros. Sendo assim, Frankenstein convoca uma reunião de monstros para decidir o escolhido. Contando com a presença do Conde Drácula, Corcunda de Notre Dame, Doutor Jack e Mr. Hyde, o Lobisomem e muitos outros monstros clássicos, e seu sobrinho Ned, a reunião dos monstros revela ser muito mais do que a aposentadoria de Frankenstein.

## Elenco (voz)
- Boris Karloff...Barão Bóris Von Frankenstein
- Allen Swift...Yetch/Drácula/ Felix Flankin/ Homem-Invisível/ Dr. Jekyll e Mr. Hyde Chefe da Máfia "Machiavelli"/ Mr. Kronkite
- Gale Garnett...Franthesca
- Phyllis Diller... Noiva do Monstro

## Trilha sonora
1. "The Baron"
2. "Mad Monster Party"
3. "Waltz for a Witch"
4. "Cocktails"
5. "The Bash"
6. "You're Different" - The Monster's Mate (Phyllis Diller)
7. "Jungle Madness"
8. "Our Time to Shine" - Francesca (Gale Garnett)
9. "Mad Monster Party"
10. "Do the Mummy" - Little Tibia and the Fibias
11. "One Step Ahead" - Baron von Frankenstein and Company (Boris Karloff and Company)
12. "The Baron Into Battle/Transylvania, All Hail/Pursuit/Requiem for a Loser"
13. "Never Was a Love Like Mine" - Francesca (Gale Garnett)
14. "Finale"